# Renée Groeneveld
Renée Joanne Groeneveld (Haarlem, 21 de septiembre de 1986) es una deportista neerlandesa que compitió en vela en las clases Yngling y Elliott 6m.
Ganó dos medallas en el Campeonato Mundial de Match Race Femenino, plata en 2017 y bronce en 2016, y una medalla de plata en el Campeonato Europeo de Yngling de 2008. Participó en los Juegos Olímpicos de Londres 2012, ocupando el octavo lugar en la clase Elliott 6m.

## Palmarés internacional
| Campeonato Mundial | Campeonato Mundial         | Campeonato Mundial | Campeonato Mundial |
| Año                | Lugar                      | Medalla            | Clase              |
| ------------------ | -------------------------- | ------------------ | ------------------ |
| 2016               | Sheboygan (Estados Unidos) | Medalla de bronce  | Match race         |
| 2017               | Helsinki (Finlandia)       | Medalla de plata   | Match race         |

| Campeonato Europeo | Campeonato Europeo | Campeonato Europeo | Campeonato Europeo |
| Año                | Lugar              | Medalla            | Clase              |
| ------------------ | ------------------ | ------------------ | ------------------ |
| 2008               | Blanes (España)    | Medalla de plata   | Yngling            |